# Tim Gömmel
Tim Gömmel (* 24. März 2005) ist ein deutscher Handballspieler.

## Karriere

### Im Verein
Tim Gömmel lernte das Handballspielen in der Jugend des TSV Roßtal. Von hier wechselte er in die Jugend des Bundesligisten HC Erlangen. Seit der Saison 2023/24 steht er fest im Kader der Bundesligamannschaft.

### In Auswahlmannschaften
Mit der deutschen Jugend-Nationalmannschaft gewann er die Goldmedaille beim Europäischen Olympischen Jugendfestival 2021. Mit 35 Toren war er bester Torschütze des Turniers. Weiter stand er im Kader für die U19-Europameisterschaft 2023, wo er mit Deutschland den 5. Platz belegte. Mit den Junioren nahm er an der U20-Europameisterschaft 2024 teil und belegte dort den 4. Platz.
Er wurde in den erweiterten Kader der A-Nationalmannschaft für die Weltmeisterschaft 2025 berufen.